# O Escorpião e o Sapo

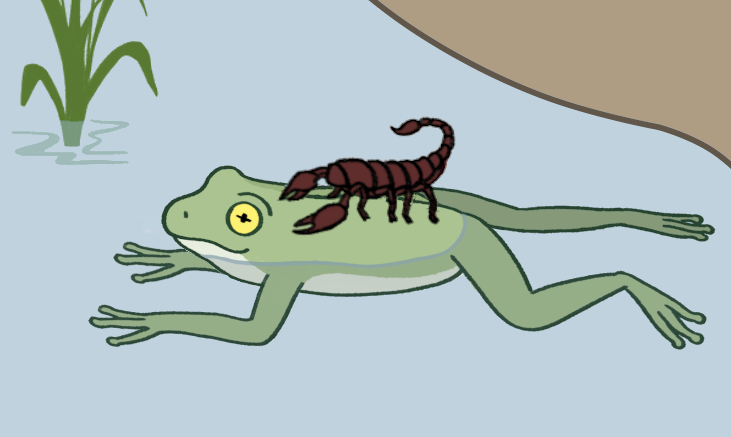
O sapo carregando o escorpião através do rio.

O Escorpião e o Sapo é uma fábula sobre como pessoas cruéis não podem evitar prejudicar os outros, mesmo quando não é do seu próprio interesse.

## A fábula
Um escorpião pede a um sapo que o leve através de um rio. O sapo tem medo de ser picado durante a viagem, mas o escorpião argumenta que se picar o sapo, o sapo iria afundar e o escorpião iria se afogar. O sapo concorda e começa a carregar o escorpião, mas, no meio do caminho, o escorpião acaba por ferroar o sapo, condenando ambos à morte. Quando perguntado pelo sapo por que havia lhe picado, o escorpião responde que esta é a sua natureza e que nada poderia ser feito para mudar o destino.

## Origem
Embora a fábula seja por vezes atribuída a Esopo, não aparece nas obras deste autor e a sua origem parece ser muito mais recente, provavelmente do século XX, embora possa ser inspirada em fábulas da Panchatantra.